# Miguel Sapochnik
Miguel Sapochnik, född 1974, är en amerikansk filmregissör. Han är mest känd för att ha regisserat några avsnitt av TV-serien Game of Thrones, bland annat avsnitten "Battle of the Bastards" och "The Winds of Winter".

## Filmografi (i urval)
- 2010 – Repo Men[2]